# ルイス・デ・ゴンゴラ

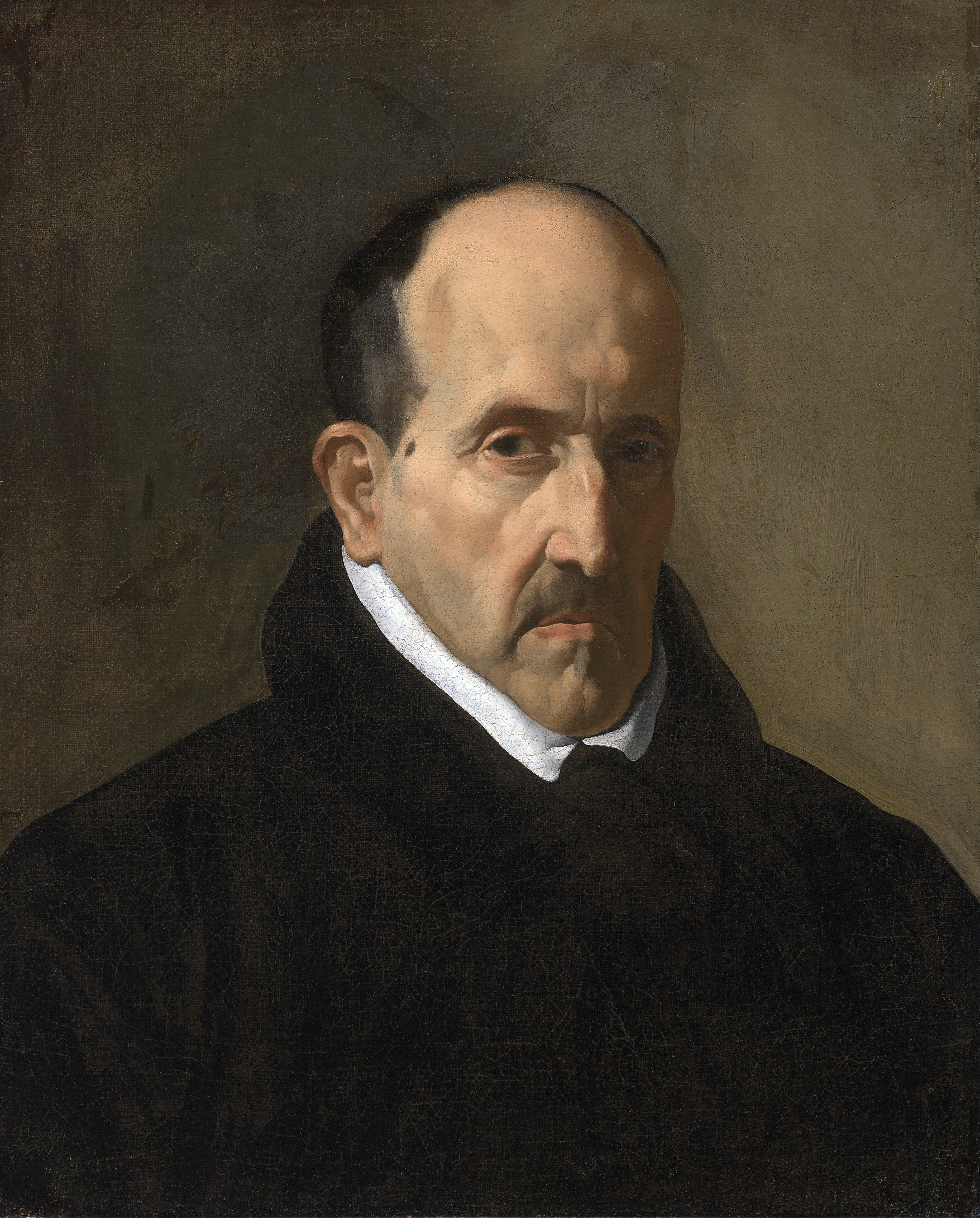
ディエゴ・ベラスケス『ドン・ルイス・デ・ゴンゴラの肖像』 (1622年) ボストン美術館

ルイス・デ・ゴンゴラ（Luis de Góngora y Argote, 1561年7月11日 - 1627年5月23日）は、スペイン文化のマニエリスムを代表する詩人。コルドバ出身。
ゴンゴリスモと後世に伝えられる独特の修辞的で難解な詩のスタイルを晩年には確立した。